# Andrea Leadsom
Andrea Leadsom (kiejtése: ['lɛdsəm]; Aylesbury, 1963. május 13. – ) brit politikus, a Konzervatív Párt tagja, alsóházi képviselő, 2015-től energetikai miniszter David Cameron második kormányában. Leadsom volt az egyik jelölt a Konzervatív Párt vezetői tisztségére és a miniszterelnöki posztra, miután Cameron bejelentette, mindkét posztról lemond az Egyesült Királyság EU-kilépését támogató népszavazás nyomán. 2016. július 11-én Theresa May utolsó ellenfeleként visszalépett.